# توني شيلي
توني شيلي (بالإنجليزية: Tony Shelly)‏ هو سائق سباق ومهندس نيوزيلندي وأمريكي، ولد في 2 فبراير 1937 في نيوزيلندا، وتوفي بنفس المكان في 4 أكتوبر 1998.